# Larry Ellison
Lawrence Joseph "Larry" Ellison (Lower East Side, Manhattan, 17 d'agost de 1944) és un empresari estatunidenc, magnat dels negocis estatunidenc, cofundador i director executiu d'Oracle Corporation, una important empresa de programari. El 2011 consta com la cinquena persona més rica del món, amb una fortuna personal de 39,5 bilions de dòlars.